# Jovsa
Jovsa (Hongaars: Jósza) is een Slowaakse gemeente in de regio Košice, en maakt deel uit van het district Michalovce.
Jovsa telt 829 inwoners.